# Otto Zinn
Otto Zinn (* 1. September 1906 in Hirschberg (Saale); † 6. April 1993 in Soest) war Jurist, Politiker (NSDAP) und von 1936 bis 1945 Oberbürgermeister der Stadt Gera.

## Leben
Nach dem Abitur und bestandener juristischer Staatsprüfung arbeitete Otto Zinn ab 1933 als juristische Hilfskraft bei der
Thüringer Staatsanwaltschaft in Gera. 1934 wurde er Staatsanwaltschaftsrat.
Seit 1933 war er Kreisleiter der NSDAP für die Stadt und den Landkreis Gera. 1936 wurde er durch den Thüringer Gauleiter Fritz Sauckel und den Thüringer Innenminister zum Oberbürgermeister der Stadt Gera berufen. Ab Oktober 1937 übte er sein Amt als Kreisleiter – aufgrund des Führererlasses „über die Trennung der Staats- von den Parteiämtern“ – „zur besonderen Verwendung“ aus. Im März 1938 wurde Zinn SS-Untersturmführer. Er leistete von 1940 bis 1942 aktiven Militärdienst, wurde 1941 zum Feldwebel, später zum Wachtmeister und 1944 zum Leutnant befördert.
Otto Zinn war maßgeblich an der Umsetzung des Pogroms gegen die jüdischen Bürger Geras am 9. November 1938 beteiligt. An diesem Tag wurden durch SA, SS und Hitlerjugend die Synagoge im Hotel Kronprinz und die jüdische Schule im Meistergässchen zerstört.  Einige jüdische Bürger begingen Selbstmord, so zum Beispiel der Arzt Dr. Oskar Salomon, der nach der Anweisung zum Tragen des „Judensterns“ mit seiner ganzen Familie am 18. September 1941 in den Freitod ging. Von 378 jüdischen Bürgern, die 1933 in Gera lebten, wurden während des Holocausts bis 1945 mindestens 212 ermordet.
Nach der Besetzung Geras durch die US-Armee am 14. April 1945 wurde Otto Zinn im Mai 1945 seines Oberbürgermeisteramtes enthoben.